# Strauss-hegy
A Strauss-hegy egy 815 m magas, hóval borított hegy az I. Sándor-sziget délnyugati részén, az Antarktiszi-félszigettől nyugatra. A déli szárny meredek lejtésével 10 km-re emelkedik kelet-délkeletre a Beethoven-félszigeten található Brahms-beömlő fejétől.
A környéken számos hegy jelent meg először olyan térképeken, amelyeket az amerikai Ronne Antarktiszi Kutató Expedíció (1947–1948) során hoztak létre. Derek Searle brit geográfus az 1960-as Falkland-szigeteki Függetlenségi Felmérésből feltérképezte a Strauss-hegyet, amely egyike ezeknek légi fotóknak a felhasználásával, amelyeket ezen az expedíción is készítettek. Az Egyesült Királyság Antarktiszi Helynevek Bizottsága januárban nevezte el a hegyet id. Johann Strauss (1804–1849) osztrák és Richard Strauss (1864–1949) német zeneszerzőkről, 1961 márciusától hivatalos ez a név.

## Fordítás
Ez a szócikk részben vagy egészben  a   Mount Strauss című német Wikipédia-szócikk ezen változatának fordításán alapul.  Az eredeti cikk szerkesztőit annak laptörténete sorolja fel. Ez a jelzés csupán a megfogalmazás eredetét és a szerzői jogokat jelzi, nem szolgál a cikkben szereplő információk forrásmegjelöléseként.